# Parker McCollum
Parker Yancey McCollum (Conroe, 15 giugno 1992) è un cantante statunitense.

## Biografia
Nato e cresciuto a Conroe, McCollum ha debuttato con l'album in studio The Limestone Kid (2015), per cui è stata imbarcata una tournée al fine della relativa promozione. Il progetto è stato susseguito da Probably Wrong, pubblicato due anni dopo.
Nel 2019 è stato contrattato dalla MCA Nashville, etichetta che ha prodotto l'EP Hollywood Gold, il suo primo ingresso nella Billboard 200, che contiene Pretty Heart, certificato doppio platino dalla Recording Industry Association of America e oro dalla Music Canada. A distanza di meno di un anno viene reso disponibile l'LP Gold Chain Cowboy, che è stato trainato dall'estratto To Be Loved by You e che si è piazzato al 60º posto nella graduatoria dischi statunitense con oltre 12 000 unità equivalenti durante la prima settimana di disponibilità. Il successo ricavato dal suddetto album si è tramutato nella vittoria dell'ACM Award all'artista rivelazione maschile del 2022 e in una nomination nell'ambito degli annuali iHeartRadio Music Awards.
Nel maggio 2023 è stato presentato il quarto disco di inediti, dal titolo Never Enough; esso è arrivato alla 56ª posizione della Billboard 200. Due anni dopo è uscito il disco successivo eponimo, quello che ha segnato il suo miglior posizionamento in patria (35º posto).

## Discografia

### Album in studio
- 2015 – The Limestone Kid
- 2017 – Probably Wrong
- 2021 – Gold Chain Cowboy
- 2023 – Never Enough
- 2025 – Parker McCollum

### EP
- 2020 – Hollywood Gold

### Singoli
- 2019 – Pretty Heart
- 2020 – Like a Cowboy
- 2020 – Young Man's Blues
- 2021 – To Be Loved by You
- 2021 – Drinkin'
- 2021 – Rest of My Life
- 2022 – Carrying Your Love with Me
- 2022 – Handle on You
- 2022 – Stoned
- 2023 – I Ain't Going Anywhere
- 2023 – Speed
- 2023 – Tails I Lose
- 2023 – Burn It Down
- 2024 – Perfectly Lonely
- 2024 – What Kinda Man
- 2025 – Hope That I'm Enough
- 2025 – Big Sky
- 2025 – Killin' Me